# ATP Volvo International 1985
Il Volvo International 1985 è stato un torneo di tennis giocato sul cemento del Stratton Mountain Resort di Stratton Mountain negli Stati Uniti. Il torneo fa parte del Nabisco Grand Prix 1985. Si è giocato dal 5 all'11 agosto 1985.

## Campioni

### Singolare maschile
John McEnroe ha battuto in finale  Ivan Lendl con il punteggio di 7–6, 6–2

### Doppio maschile
Scott Davis /  David Pate hanno battuto in finale  Ken Flach /  Robert Seguso con il punteggio di 3–6, 7–6, 7–6